# Södra Fåsjön
Södra Fåsjön är en sjö i Mora kommun och Orsa kommun i Dalarna och ingår i Dalälvens huvudavrinningsområde. Sjön har en area på 0,307 kvadratkilometer och ligger 278 meter över havet. Sjön avvattnas av vattendraget Fuån.

## Delavrinningsområde
Södra Fåsjön ingår i det delavrinningsområde (676770-144001) som SMHI kallar för Ovan Lokbäcken. Medelhöjden är 256 meter över havet och ytan är 18,28 kvadratkilometer. Det finns ett avrinningsområde uppströms, och räknas det in blir den ackumulerade arean 34,04 kvadratkilometer. Fuån som avvattnar avrinningsområdet har biflödesordning 2, vilket innebär att vattnet flödar genom totalt 2 vattendrag innan det når havet efter 307 kilometer. Avrinningsområdet består mestadels av skog (85 procent). Avrinningsområdet har 0,31 kvadratkilometer vattenytor vilket ger det en sjöprocent på 1,7 procent.